# Beloha
Beloha – miasto w południowej części Madagaskaru, w prowincji Toliara. W 2005 roku liczyło 22 290 mieszkańców.
Przez miasto przebiega droga Route nationale 10.